# Gjinakarë
Gjinakarë – wieś położona w południowo-wschodniej części Albanii w gminie Qendër Leskovik. Wieś znajduje się 136 kilometrów od stolicy państwa, Tirany.